# Улдін
Улдін, (Uldin,*335 -† жовтень 409 або 412) — князь (хан, каган), західної частини імперії гунів, що містилася на північ від Нижнього Дунаю. Очолював західних гунів під час правління імператорів Аркадія (394—408) і Феодосія II (408—450).
Улдін є батьком:
- Руа (Ругіла)
- Октара
- Мундзука (Mundzuch) — батька Бліда й Аттіли

Після смерті князя гунів Балтазара східною частиною імперії (Причорномор'я, територія між Доном та Дунаєм, Київ) почав керувати Донат, а західною частиною — Улдін.
Він вперше став відомий римлянам в грудні 400 року, коли напав на військо бунтівного римського генерала Гайна, який незадовго до того безуспішно повстав у Фракії. Переміг його, стратив і послав відрубану голову в Константинополь імператору Аркадію, за що отримав щедру винагороду.
Загони Улдіна нападали на територію Мезії взимку 404/ 405 років.
405 року Улдін привів армію гунів, разом зі своїми союзниками скірами й найнявся на службу до Magister militum Західної Римської імперії й Стіліхона, боровся проти вторгнення на терени імперії Родогайса.
408 року знову вирушає в похід до Мезії, але після перших успіхів, його наступ було відбито. Багато гунів та їхніх союзників потрапило у полон, а Улдін був змушений відступити.
Помер 409 або 412, після його смерті імперія гунів ділиться на три частини.